# 長洲町立腹栄中学校
長洲町立腹栄中学校（ながすちょうりつ ふくえいちゅうがっこう）は、熊本県玉名郡長洲町にあった中学校。
1951年に旧腹赤村六栄村組合立の中学校として設立された。

## 沿革
- 1947年4月1日 - 腹赤村立腹赤中学校、六栄村立六栄中学校創立
- 1951年 - 腹赤中と六栄中が統合し腹赤村六栄村組合立腹栄中学校創立
- 1956年 - 腹栄村新設に伴い、腹栄村立腹栄中学校と改称
- 1957年 - 長洲町新設に伴い、長洲町立腹栄中学校と改称
- 2024年 - 長洲中学校〈旧〉と統合し長洲町立長洲中学校〈新〉へ